# Honkanen (ö i Birkaland, Övre Birkaland)
Honkanen är en ö i Finland. Den ligger i sjön Iso-Tarjanne och i kommunerna Mänttä-Filpula med sydspetsen i Ruovesi och landskapet Birkaland, i den södra delen av landet, 220 km norr om huvudstaden Helsingfors. Öns area är 39,7 hektar och dess största längd är 1 kilometer i nord-sydlig riktning.